# هيلدا ريكس نيكولاس
هيلدا ريكس نيكولاس اسم عائلتها بالولادة ريكس، وصار لاحقًا رأيت ، وُلدت في مدينة بالارات الفيكتورية، ( 1سبتمبر 1884) توفيت في (3 أغسطس 1961) وهي فنانة أسترالية.
درست على يد الانطباعي الأسترالي البارز فريدريك ماكوبين، في المعرض الوطني لمدرسة فيكتوريا للفنون من 1902 حتى 1905 وكانت عضوًا مبكرًا في جمعية ملبورن للرسامات والنحاتات. عقب وفاة أبيها في1907 ، سافرت ريكس ونسيبتها الوحيدة إلسي وأمها إلى أوروبا حيث درست دراسة إضافية أولًا في لندن ثم في باريس. تضمن مدرسوها في هذه الفترة جون هاسال وريتشارد إميل ميلر وثيوفيل ستاينلين.
بعد سفرهم إلى طنجة في 1912، أقامت ريكس عدة معارض ناجحة من أعمالها، وبيعت لوحة واحدة، هي سوق كبير في طنجة، للحكومة الفرنسية. كانت إحدى أوائل الأستراليين الذين رسموا مشاهد طبيعية ما بعد انطباعية، وكانت عضوًا في جمعية الرسامين المستشرقين الفرنسيين، وعُلقت أعمالها في صالون باريس في 1911 و1913. أُخرجت العائلة من فرنسا إلى إنجلترا بعد اندلاع الحرب العالمية الأولى. أعقبت ذلك فترة من المأساة الشخصية، إذ توفيت أخت ريكس في 1914، ثم أمها في 1915. في 1916، التقت جورج ماتسون نيكولاس وتزوجت منه، لتترمّل في الشهر التالي عندما قُتل على الجبهة الغربية.
عندما عادت إلى أستراليا في 1918، استأنفت ريكس نيكولاس الرسم الاحترافي مرة أخرى، وأقامت معرضًا لأكثر من مئة عمل في قاعة غيلد بملبورن. بيع الكثير منها، بما في ذلك لوحة في بيكاردي، التي اشتراها معرض فيكتوريا الوطني. بعد فترة من الرسم في مواقع ريفية في بداية العشرينيات، عادت ريكس نيكولاس إلى أوروبا. أدى معرض أقيم في 1925 في باريس إلى مبيع لوحتها في أستراليا إلى متحف لوكسمبورغ، وتلت ذلك جولة موسعة للوحاتها حول معارض الفن البريطانية الإقليمية. سرعان ما استضافت معارض أخرى أعمالها، مثل الجمعية الدولية للنحاتين والرسامين والنقاشين، والأكاديمية الملكية للفنون، وكلاها في لندن. صارت زميلة في الجمعية الوطنية للفنون الجميلة بعد أن ضُم العديد من أعمالها في معرضها لربيع 1926 في باريس.
في 1926، عادت ريكس نيكولاس إلى أستراليا، وفي 1928 تزوجت من إدغار رايت، الذي التقته في خلال سفراتها في بداية العشرينيات. استقر الزوجان في ديليغيت بنيوساوث ويلز، ووُلد طفلهما الوحيد، وهو صبي سُمي ريكس رايت، في عام 1930. رغم أنها استمرت برسم لوحات مهمة بما فيها المنزل الصيفي والراعي العادل، لم تتماش ريكس نيكولاس، التي كانت ناقدة متحمسة للحداثية ومزدرية لفنانين صاعدين كبار مثل راسل درايسديل وويليام دوبيل، مع توجهات الفن الأسترالي. اتبعت صورها نمطًا حديثًا محافظًا، فصورت نموذجًا أستراليًا رعويًا، وأخذت مراجعات معارضها تزداد تفاوتًا.  أقامت آخر معرض منفرد لها في 1947. ظلت ريكس نيكولاس في ديليغيت حتى وفاتها في 1961. أعمالها محفوظة في أكبر مجموعات أستراليا، بما فيها معرض فنون جنوب أستراليا، والنصب التذكاري الأسترالي للحرب، والمعرض الأسترالي الوطني، ومعرض فيكتوريا الوطني، وغاليري فنون كوينزلاند.

## نشأتها
التقى هنري فينش ريكس وإليزابيث سوتون، وكان كل منهما قد هاجر إلى أستراليا في طفولته مع عائلته، في فيكتوريا وتزوجا في 1876. أنجبا ابنتين، إلسي وبيرثا، اللتين وُلدتا في 1877، وإميلي هيلدا (المعروفة في كل مكان بهيلدا فقط) المولودة في بالارات في 1 سبتمبر 1884. ترعرع أطفال آل ريكس في عائلة موهوبة ومجتهدة. عُين هنري، وهو مدرّس رياضيات، مفتشًا إقليميًا للمدارس في الثمانينيات، وكان كذلك شاعرًا كتب في دعم اتحاد أستراليا، ولعب كرة القدم الأسترالية لصالح نادي كارلتون. كانت إليزابيث قد كبرت وهي تساعد في أعمال الموسيقى المزدهرة لوالديها ببالارات، وكانت مغنية تؤدي مع جمعية بالارات التآلفية. إضافة إلى ذلك، كان لديها استديو في شارع فليندرز بملبورن، وكانت عضوًا في لجنة صالون أوسترال، «وهو ملتقى للنساء المفكرات المهتمات بالفنون الجميلة». رسمت بأسلوب أكاديمي، وكانت تختار عمومًا موضوعات طبيعة صامتة وأزهار، رغم أنها رسمت بعض المشاهد الطبيعية الضخمة في منطقة بيتشورث.
عزفت كل من هيلدا ريكس وأختها إلسي على آلات موسيقية في طفولتهما، وقدمتا أغاني ورقصات في عروض إقليمية. كانت إلسي مغنية وممثلة تؤدي في اجتماعات صالون أوسترال، وتعاونت الأختان على تصميم ملصقات الصالون. كانت هيلدا متحمسة في طفولتها بخصوص الرسم. لاقت جهودها الفنية ثناءً عندما كانت ترتاد الثانوية في مدرسة ملبورن الثانوية للبنات (والمعروفة باسم قاعة ميرتون)، رغم أن ريكس لم تكن طالبة مميزة في معظم النواحي الأخرى. تلقت كلتاهما دروسًا فنية على يد مدرس اسمه السيد ماذر، قبل أن تدرس هيلدا في مدرسة معرض فيكتوريا الوطني للرسم من 1902 حتى 1905، حيث درسها الإنطباعي الأسترالي البارز فريدريك ماكوبين. كان معظم زملائها الطلاب من النساء وتضمنوا جيسي تريل، ونورا غوردون، وروث سوذرلاند، ودورا ويلسون، وفيدا لاهي. نقدت ريكس لاحقًا نهج ماكوبين في التدريس، وأشارت إلى أساليبه على أنها «قناعات مبهمة». ومع ذلك، اعتبر مؤلف السيرة الشاملة الوحيدة لريكس، جون بيغوت، أن ماكوبين أثر عليها بطرق عدة: شدد على إبداعية الأفراد بدلًا من محاكاة أسلوب أي مدرسة واحدة في الرسم، ونمذج أهمية الأفكار والموضوعات الوطنية التي صارت بارزة للغاية في لوحاتها اللاحقة، وأكدت أعماله على موضوع اللوحة أكثر من الاعتبارات التقنية.
ضُمت اللوحات التي رسمتها ريكس عندما كانت ما تزال طالبة في معارض سنوية في جمعية الفنانين الفيكتوريين وصالون أوسترال. وفي الوقت نفسه، كانت تعمل بصفة رسامة توضيحية محترفة للكتب الدراسية ولمنشور دوري اسمه، جريدة المدرسة، كانت تنشره وزارة التعليم الفيكتورية. في 1903، كان لجميع نساء عائلة ريكس أعمال مُدرجة في معرض صالون أوسترال.
ما يزال أحد كتب ريكس المدرسية موجودًا وأُعيد إنتاج صفحات منه في كتاب في البحث عن الجمال الصادر عام 2012. رغم أنها وصفت الأعمال بأنها «لوحاتها المبكرة جدًا عندما كانت طفلة في ملبورن»، تشير الصفحات المؤرخة إلى أنها أُنشئت في عمر يصل إلى العشرين على الأقل. كانت تصور نساء في معظمها، ويعكس موقع ولباس موضوعاتها البيئة الباذخة والمتعلمة نسبيًا التي كانت عائلتها جزءًا منها.